# Nasrin Sotoudeh
Nasrin Sotoudeh (scris în persană: ستوده نسرین; n. 30 mai 1964, Provincia Tehran, Iran) este un avocat iranian specializat în problemele ce vizează drepturile omului. Ea a reprezentat activiști și politicieni din opoziția iraniană închiși în urma alegerilor prezidențiale iraniene aspru disputate în iunie 2009, precum și prizonieri condamnați la moarte pentru infracțiuni comise când erau minori. Printre clienții ei s-au numărat jurnalistul Isa Saharkhiz, laureatul Premiului Nobel pentru pace, Shirin Ebadi și Heshmat Tabarzadi, șeful grupului de opoziție interzis Frontul Democrat Național. De asemenea, ea a reprezentat femei arestate pentru că au apărut în public fără hijab, ceea ce este o infracțiune destul de gravă în Iran și este pedepsită. Sotoudeh a fost arestată prima dată în septembrie 2010 sub acuzația de răspândire de propagandă și conspirație împotriva securității statului și a fost încarcerată în închisoare, în Evin. 
În ianuarie 2011, autoritățile iraniene au condamnat-o din nou pe Sotoudeh la 11 ani de închisoare, pe lângă faptul că au împiedicat-o să-și practice profesia și să părăsească țara timp de 20 de ani. Mai târziu în acel an, o instanță de apel a redus pedeapsa la șase ani, iar interdicția de a practica profesia de avocat a fost aplicată pentru zece ani. 
În iunie 2018 a fost din nou arestată, iar pe 12 martie 2019 condamnată la închisoare la Teheran, după ce a fost acuzată de mai multe infracțiuni care ar fi atentat la securitatea națională. În timp ce un judecător din Teheran a declarat Agenției de știri a Republicii Islamice că a fost închisă timp de șapte ani, alte surse, printre care și soțul său au declarat că pedeapsa maximă include 10 ani de închisoare și 148 de lovituri de bici, împreună cu alte șase verdicte și sentințe însă pedeapsa cumulată ajunge la 38 de ani de închisoare.

## Date biografice și viața personală
Nasrin Sotoudeh s-a născut în 30 mai 1963, în Langarud, în Iran într-o familie iraniană „religioasă, de clasă mijlocie”. Spera să studieze filozofia în facultate și s-a clasat pe locul 53 la examenul național iranian de admitere, dar nu avea suficiente note pentru a obține un loc și a sfârșit studiind dreptul la Universitatea Shahid Beheshti din Teheran. După ce a obținut diploma în drept internațional de la universitate, Sotoudeh a susținut examenul de avocatură cu succes în 1995, dar a trebuit să aștepte încă opt ani pentru a i se acorda permisiunea de a exercita dreptul.
Sotoudeh este căsătorită cu Reza Khandan. Au doi copii împreună. Sotoudeh a subliniat că Reza este „cu adevărat un bărbat modern”, care stă alături de ea și o susține în ceea ce privește munca, dar și în ,,luptele sale”. Sotoudeh și-a început cariera la biroul juridic al Ministerului Iranului al Locuințelor și după doi ani a intrat în secția juridică a Băncii de stat, Tejarat. În timpul mandatului său la bancă, ea a fost „extrem de implicată în pregătirea cauzei legale și a argumentelor legale pentru multe dintre cazurile pe care Iran le-a prezentat la Haga” în disputa sa cu Statele Unite în timpul „citației instanței din Algeria”. 
Prima lucrare a lui Sotoudeh în domeniul drepturilor femeii a fost o colecție diversă de interviuri, rapoarte și articole pentru revista Daricheh. Redactorul șef al publicației a respins colecția, dar asta a făcut ca Nasrin Sotoudeh să fie și mai hotărâtă în activitatea ei pentru drepturile femeilor. În 1995, la vârsta de 32 de ani, a luat examenul de avocatură (Kanoon Vokala) și a obținut acreditările, devenind unul dintre cei mai activi membri ai societății de avocatură. Lucrările lui Sotoudeh au inclus apărarea copiilor și mamelor abuzate și muăsurile pentru a proteja copiii abuzați de întoarcerea la tații lor agresivi. Ea consideră că mulți agresori sunt înșiși bolnavi sau sunt victime anterioare ale maltratării și au nevoie de îngrijire profesională și de medicamente. Ea speră că instanțele de judecată vor folosi specialiștii și psihologii în verificarea cazurilor de abuz pentru a proteja mai bine copiii nevinovați. Înainte de arestarea sa, Sotoudeh a reprezentat activiști și jurnaliști precum Kourosh Zaim, Isa Saharkhiz, Heshmat Tabarzadi, Nahid Keshavarz, Parvin Ardalan, Omid Memarian și Roya Tolouie, precum și abuzuri asupra copiilor și cazuri penale. Ea a lucrat îndeaproape cu laureatul Premiului Nobel pentru pace Shirin Ebadi și cu apărătorii ei pentru Centrul pentru Drepturile Omului. În urma arestării lui Sotoudeh, Ebadi a cerut eliberarea ei și și-a exprimat îngrijorarea cu privire la sănătatea ei. În declarație, Ebadi a spus: "Doamna Sotoudeh este unul dintre ultimii avocați curajoși pentru drepturile omului care au acceptat toate riscurile pentru apărarea victimelor încălcărilor drepturilor omului în Iran". Fostul președinte ceh, Václav Havel și Zahra Rahnavard, soția liderului de opoziție, Mir-Hossein Mousavi, au solicitat și eliberarea lui Sotoudeh. 
La 28 august 2010, autoritățile iraniene au atacat biroul lui Sotoudeh. La vremea respectivă, Sotoudeh îl reprezenta pe Zahra Bahrami, un dublu cetățean olandez-iranian acuzat de infracțiuni de securitate; nu era clar dacă atacul îl avea pe Bahrami drept inculpat principal sau complice. La 4 septembrie 2010, autoritățile iraniene au arestat-o pe avocată sub acuzația de răspândire de propagandă și conspirație pentru a dăuna securității statului.  Washington Post a descris arestarea drept „evidențierea unei represiuni intensive asupra avocaților care apără politicieni, activiști și jurnaliști influenți ai opoziției”. 
În 2012, la Haga, în Olanda Amnesty International a lansat un apel urgent pentru eliberarea ei, desemnând-o prizonieră de conștiință și menționând că „riscă tortura sau alte rele tratamente”. Sotoudeh, care a fost încarcerată în închisoarea Evin, a fost reținută în închisoare solitară. La 9 ianuarie 2011, autoritățile iraniene au condamnat-o la 11 ani de închisoare pentru acuzații care includ „activități împotriva securității naționale” și „propagandă împotriva regimului”. În plus, i-a fost interzisă practicarea dreptului de a profesa și părăsirea țării timp de 20 de ani. La mijlocul lunii septembrie 2011, o instanță de apel a redus pedeapsa închisorii lui Nasrin Sotoudeh la șase ani; interdicția ei de a lucra ca avocat a fost redusă la zece ani.
La 25 septembrie 2010, a început o grevă a foamei pentru a protesta că i s-au refuzat vizitele și apelurile telefonice din partea familiei sale. Potrivit soțului ei, Sotoudeh a încheiat greva foamei patru săptămâni mai târziu, la 23 octombrie. La 17 octombrie 2012, Sotoudeh a început o grevă de foame nedeterminată pentru a protesta pentru noile restricții aplicate vizitelor familiei sale. În a 47-a zi de grevă, soțul ei a descris starea ei ca: ,,Acum starea ei de sănătate este atât de drastică încât nu mai sper la o viitoare întâlnire. Amețirea, vederea insuficientă, instabilitatea în mers și presiunea scăzută sunt semne alarmante de deteriorare, pe lângă subnutriție.”
La 4 decembrie 2012, Sotoudeh a oprit greva foamei după 49 de zile după o scurtă vizită a unor membri ai Parlamentului la închisoarea din Evin, unde au recunoscut și au pus în aplicare cererile sale privind ridicarea interdicției de a călători pentru fiica sa.
La 29 august 2018, Sotoudeh a început o grevă a foamei pentru a protesta împotriva detenției și a hărțuirii de către Guvern a familiei și prietenilor. 
Nasrin Sotoudeh a fost condamnată pe scară largă în comunitatea internațională. În octombrie 2010, Campania Internațională pentru Drepturile Omului în Iran, Human Rights Watch, Comisia Internațională a Juriștilor, Federația Internațională pentru Drepturile Omului, Liga Iraniană pentru Apărarea Drepturilor Omului, Union Internationale des Avocats și Organizația Mondială Împotriva Torturii s-au alăturat Amnesty International într-o declarație comună care a denunțat arestarea lui Sotoudeh și a solicitat eliberarea imediată a acesteia. SUA au condamnat ceea ce a numit „verdictul nedrept și dur” împotriva lui Sotoudeh și au numit-o „o voce puternică pentru statul de drept și dreptatea în Iran”.
La 20 decembrie 2010, Amnesty International a organizat un protest de o zi la ambasada Iranului la Londra pentru a protesta pentru încarcerarea ei. În ianuarie 2011, Law Society of England and Wales a lansat, de asemenea, un apel pentru eliberarea ei. La 26 octombrie 2012, avocata a fost anunțată în calitate de co-câștigător al premiului Sakharov al Parlamentului European. Ea a împărțit premiul cu regizorul iranian de film Jafar Panahi. Președintele Parlamentului European, Martin Schulz, a numit perechea „o femeie și un bărbat care nu au fost înclinați de frică și intimidare și care au decis să pună soarta țării lor înaintea propriei lor”. Înalta reprezentantă a Uniunii Europene pentru Afaceri Externe și Politica de Securitate, Catherine Ashton, a declarat despre premiu: „Urmează cu mare preocupare cazul lui Nasrin Sotoudeh și al altor apărători ai drepturilor omului... Vom continua să facem campanii pentru acuzațiile împotriva lor. Ne uităm la Iran pentru a respecta obligațiile privind drepturile omului la care a semnat". Apărătorul pentru drepturile omului și jurnalistul independent William Nicholas Gomes au cerut eliberarea imediată și necondiționată a Sotoudeh în august 2018.

### Eliberare
Sotoudeh a fost eliberată la 18 septembrie 2013 împreună cu alți zece prizonieri politici, inclusiv liderul opoziției, Mohsen Aminzadeh, cu câteva zile înainte de o adresă a președintelui iranian Hassan Rouhani către Națiunile Unite. Nicio explicație nu a fost dată pentru eliberarea ei timpurie.

### A doua arestare și condamnare
Sotoudeh a fost arestată din nou în iunie 2018. Potrivit avocatului ei, ea a fost acuzată de spionaj, diseminarea propagandei și descâlcirea liderului suprem al Iranului, Ali Khamenei. Ea a primit o pedeapsă de cinci ani de închisoare pentru „acțiune împotriva securității naționale” .La 22 august 2018, 60 de membri ai Parlamentului European l-au solicitat pe președintele iranian Hassan Rouhani să lucreze cu forță pentru „eliberarea necondiționată a lui Sotoudeh”. La 6 martie 2019, a fost condamnată în absență, după ce a refuzat să participe la proces în fața Curții Revoluționare Islamice din Teheran, deoarece nu a putut să-și aleagă un avocat, primind astfel un avocat din oficiu. Ea a fost acuzată de o serie de infracțiuni, inclusiv aceea de a fi membru al unei organizații pentru drepturile omului și de a provoca „corupția și prostituția”.
La 11 martie, judecătorul Mohammad Moqiseh a declarat agenției de știri a Republicii Islamice că a fost condamnată la cinci ani pentru că a pus în pericol securitatea țării și doi ani pentru că a insultat Khamenei. La 12 martie, soțul său, Reza Khandan, a declarat că va fi executată doar cea mai lungă sentință din procesele de judecată actuale, care este 10 ani de închisoare (pentru „încurajarea corupției și a deșertării și furnizarea mijloacelor”), dintr-un total de 33 ani pentru șapte acuzații comasate; aceasta a fost în plus de cinci ani pentru un alt caz, aducând totalul la 38 de ani, plus 148 de lovituri.

### Reacțiile internaționale
Înainte de a fi anunțat verdictul, înaltul comisar adjunct al ONU pentru drepturile omului, Kate Gilmore, fusese lăsat să o viziteze pe Sotoudeh. Investigatorul ONU pentru drepturile omului în Iran, Javaid Rehman, a ridicat cazul lui Sotoudeh la Consiliul ONU pentru drepturile omului de la Geneva în 11 martie, afirmând că a fost „condamnată pentru acuzații legate de munca sa și ar putea face față unei pedepse lungi de închisoare”. Ulterior, Centrul pentru Drepturile Omului din Iran a criticat convingerea și a spus că a dovedit că Guvernul iranian este sensibil la orice critică. Hadi Ghaemi, directorul executiv, a declarat că acuzațiile, de la apartenența la un grup pentru drepturile omului până la „încurajarea corupției și a prostituției”, sugerează că detenția ei se referă parțial la apărarea femeilor care au protestat împotriva hijabului obligatoriu. a condamnat-o la condamnare și a declarat că motivele pentru condamnarea sa includeau sprijinul femeilor care s-au opus legilor obligatorii, printre care aceea de a purta hijab. Philip Luther, directorul de cercetare și avocatură din Orientul Mijlociu și Africa de Nord la Amnesty, a declarat: „Să fii prizoniera unui apărător pentru drepturile omului pentru activitățile sale pașnice este hilar, dar faptul că judecătorul în cazul Nasrin Sotoudeh și-a folosit discreția pentru a se asigura că rămâne închisă pentru mai mult decât este necesar în temeiul legii iraniene, compune nedreptatea scandalosă a sentinței ei ”. În aprilie 2019, actorul și activistul Nazanin Boniadi a fost intervievat de rețeaua de știri CBC, de către Natasha Fatah, despre activistele feminine din Iran, inclusiv Sotoudeh. Boniadi a spus că Sotoudeh ar trebui să fie lăudată și nominalizată la Premiul Nobel pentru pace și a vorbit și despre reputația proastă a închisorii, unde oamenii erau torturați în mod regulat. Ea a mai vorbit despre lipsa de sprijin la nivel mondial pentru oamenii obișnuiți din Iran.

## Premii obținute de Nasrin Sotoudeh
• 2011 PEN/Barbara Goldsmith Freedom to Write Award 
• 2011 Southern Illinois University School of Law Rule of Law Citation 
• 2011 Giuseppe Motta Medal 
• 2012 Sakharov Prize 
• 2018 Kurt Tucholsky Prize 
• 2019 Council of Bars and Law Societies of Europe (CCBE) Human Rights Award